# National Railroad Museum

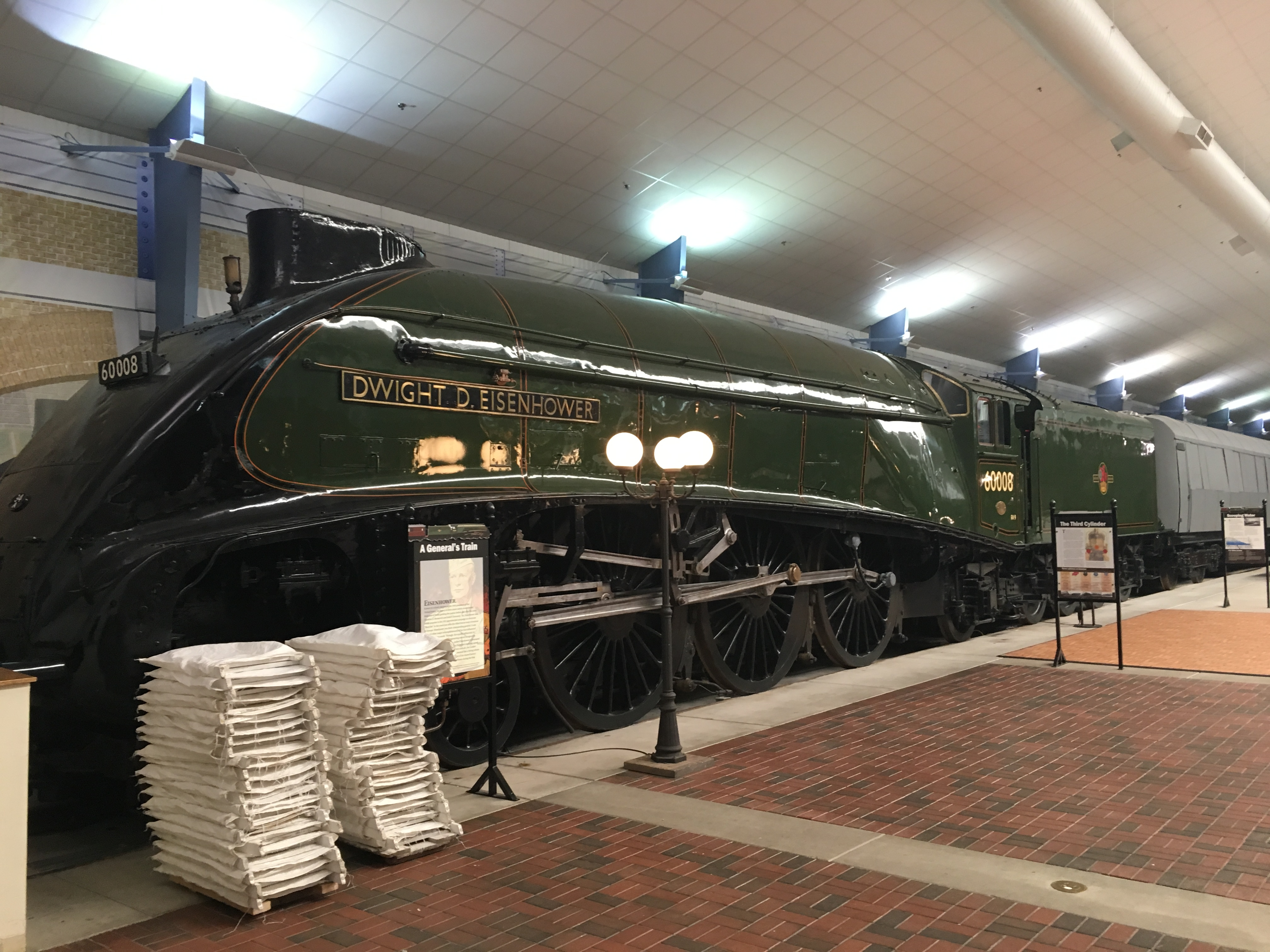
LNER 4496 "Dwight D Eisenhower"

Das National Railroad Museum in Ashwaubenon, einem Vorort von Green Bay in Wisconsin, USA, war eines der ersten Museen, die sich der Eisenbahngeschichte widmeten. Gegründet wurde es 1956 durch Enthusiasten aus Green Bay. Mittlerweile gilt das Eisenbahnmuseum als eine der größten Sammlungen historischen Eisenbahnmaterials in den Vereinigten Staaten.
Das Museum verfügt über eine große Anzahl historischer Eisenbahnwagen und Lokomotiven, darunter:
- Die "Dwight D. Eisenhower", eine der verbliebenen sechs britischen Schnellzuglokomotiven der LNER-Klasse A4 und
- den dazugehörigen Zug, den das alliierte Oberkommando im Zweiten Weltkrieg in Großbritannien als rollenden Befehlsstand benutzte.
- Ein Big Boy, die größte und leistungsfähigste Dampflokomotivbaureihe der Union Pacific Railroad sowie eine der größten und leistungsfähigsten der Welt insgesamt.
- Eine GG1 der Pennsylvania Railroad, die bei ihrer Entstehung als eine der schnellsten und schönsten Elektrolokomotiven galt.
- Ein Aerotrain der General Motors Electro-Motive Division.